# ۷۴۲ (میلادی)
۷۴۲ (میلادی) هفتصد و چهل و دومین سال تقویم میلادی است.

## درگذشتگان
‎